# 久野くみこ
久野 くみこ（ひさの くみこ、1966年2月11日 - ）は、日本の元タレント、元女優。
身長：160cm、体重：46kg。血液型：A型。
兵庫県出身。俳優の森田順平は夫、同じく俳優の森田浩平は義弟、演出家の加納幸和は夫の従姉の子。タレント時代後期は、夫の個人事務所だった「オフィスモリタ」に所属していた。

## 略歴
1988年、バラエティ番組『ナイトinナイト』でタレントデビュー。当初は関西を拠点に活動していた。
1995年、芸名をそれまでの本名名義から「久野くみこ」に改名。
1997年、主演舞台『リサの瞳の中に』で共演した12歳年上の俳優・森田順平と翌年に結婚。1男1女をもうけ、専業主婦となった。

## 出演

### バラエティ
- ナイトinナイト（1988年、ABCテレビ）
- monoモノ倶楽部（読売テレビ） - レポーター
- 遠くへ行きたい （1999年、日本テレビ）
- テクノ探偵団（2000年、テレビ東京） - レポーター

### 舞台
- リサの瞳の中に（1997年10月22日 - 29日、シアターV赤坂） - 多重人格症のリサ役（主演）、「劇団プロジェクトOIE 高感度演劇時空間」公演。平成9年度芸術祭参加作品。児童福祉文化賞（演劇部門）受賞作品。

### ラジオドラマ
- 水の行方（1998年4月11日、NHK-FM・FMシアター、作：北阪昌人） - 大賀マリエ（20歳）役

### CM
- アサヒペン
- セガ（1998年）

### ビデオ
- ザ・警備 〜施設警備員のマナー〜（1994年9月、関西環境開発センター） - 24分作品、施設警備員の新人教育用ビデオ。

### ゲーム
- 対戦アイドル麻雀ファイナルロマンス2（1995年、ビデオシステム） - 脱衣麻雀ゲーム。声：須藤有紀役。